# آية يوشيدا
آية يوشيدا (باليابانية: 吉田文 ) (و. 1971 – م) هي عازفة الأرغن، وموسيقية، من اليابان، ولدت في ناغويا.